# Body Love
Body Love is het zevende muziekalbum van de Duitse specialist op het gebied van elektronische muziek Klaus Schulze. Het is de filmmuziek bij een pornofilm van Lasse Braun. Schulze, dan al vrij bekend in met name Europa kreeg het verzoek van Manfred Menz een soundtrack te leveren voor een film van Lasse Braun. De generatie van vrije liefde was aan de macht en men wilde de preutsheid doorbreken die in de jaren 50 was ontstaan. Na een afspraak in Parijs was hun samenwerking bezegeld. Het was een win-win-situatie. Braun kon meeliften op de muziek van Schulze; en Schulze kon meeliften op het succes van Braun en daarmee een nieuwe markt aanboren. Destijds ging het verhaal dat een elpeetje van Schulze wel lekker was als achtergrond bij een vrijpartij. Uiteraard ontstonden er problemen omtrent de hoes; de begeleidende foto's uit de film gingen sommigen veel te ver, anno 2005 valt het allemaal wel mee. Het album is opgenomen in Frankfurt am Main en Bochum.

## Musici
- Klaus Schulze – elektronica
- Harald Grosskopf – slagwerk

## Composities
1. Stardancer (13:38)
2. Blanche (11:44) (geen pornoster maar destijds de vriendin van Schulze !)
3. P.T.O. (27:12)
4. Lasse Braun (22 :26)

Lasse Braun is een bonustrack op de geremasterde versie die in 2005 verscheen. Het is gelijk opgenomen met de muziek voor het album, maar daar toen niet op terechtgekomen.